# 1825 (альбом)
1825 — сборник группы «Uma2rmaH», выпущенный к пятилетию коллектива в 2009 году.

## Об альбоме
1825 вышел в двух видах: на диске и на пластинке. В альбом вошли 15 лучших композиций группы, а также одна новая песня — «Дайте сигарету». Название альбома связано с тем, что в 2008 году группе исполнилось 5 лет, или 1825 дней.
По мнению критика Алексея Мажаева, сюжеты клипов к песням альбома однообразны, и релиз заслуживает 3-х звезд из 5 возможных.

Ранние композиции закономерно вызывают больший душевный отклик, чем поздние, хотя и среди последних есть достойные.— Алексей Мажаев

## Список композиций
Автор песен — Владимир Кристовский, кроме (2) — слова В. Кристовский, С. Лукьяненко; feat — дуэт.
| №   | Название                                       | Длительность |
| --- | ---------------------------------------------- | ------------ |
| 1.  | «Прасковья»                                    | 2:51         |
| 2.  | «Ночной дозор»                                 | 3:45         |
| 3.  | «Ума Турман»                                   | 4:10         |
| 4.  | «Тайд»                                         | 4:06         |
| 5.  | «Ты ушла»                                      | 3:34         |
| 6.  | «Кино»                                         | 3:26         |
| 7.  | «Скажи»                                        | 4:09         |
| 8.  | «Ты далеко»                                    | 4:10         |
| 9.  | «Теннис»                                       | 3:37         |
| 10. | «Не позвонишь» (feat. Патрисия Каас)           | 3:12         |
| 11. | «В городе лето»                                | 2:58         |
| 12. | «Папины дочки»                                 | 2:55         |
| 13. | «Куда приводят мечты»                          | 4:24         |
| 14. | «Дайте сигарету!»                              | 3:34         |
| 15. | «Любовь на сноуборде» (feat. Людмила Гурченко) | 2:23         |
| 16. | «Проститься»                                   | 4:59         |

- Мастеринг — Андрей Клюшников